# Regeringen Angela Merkel II
Regeringen Angela Merkel II var Tysklands forbundsregering fra 28. oktober 2009 til 17. december 2013.
Regeringen blev oprettet 31 dage efter Forbundsdagsvalget 2009 og bestod af den kristendemokratiske CDU, deres bayeriske søsterparti CSU og den liberale FDP.
|                                  | Portefølje                                               | Minister                               | Parti |
| -------------------------------- | -------------------------------------------------------- | -------------------------------------- | ----- |
|                                  | Forbundskansler                                          | Angela Merkel                          | CDU   |
|                                  | Vicekansler                                              | Guido Westerwelle (2009–2011)          | FDP   |
| Philipp Rösler (2011–2013)       | Vicekansler                                              |                                        | FDP   |
|                                  | Udenrigsminister                                         | Guido Westerwelle                      | FDP   |
|                                  | Indenrigsminister                                        | Thomas de Maizière (2009–2011)         | CDU   |
|                                  | Indenrigsminister                                        | Hans-Peter Friedrich (2011–2013)       | CSU   |
|                                  | Justitsminister                                          | Sabine Leutheusser-Schnarrenberger     | FDP   |
|                                  | Finansminister                                           | Wolfgang Schäuble                      | CDU   |
|                                  | Økonomi- og teknologiminister                            | Rainer Brüderle (2009–2011)            | FDP   |
| Philipp Rösler (2011–2013)       | Økonomi- og teknologiminister                            |                                        | FDP   |
|                                  | Arbejds- og socialminister                               | Franz Josef Jung (2009)                | CDU   |
| Ursula von der Leyen (2009–2013) | Arbejds- og socialminister                               |                                        | CDU   |
|                                  | Minister for ernæring, landbrug og forbrugerbeskyttelse  | Ilse Aigner                            | CSU   |
|                                  | Forsvarsminister                                         | Karl-Theodor zu Guttenberg (2009–2011) | CSU   |
|                                  | Forsvarsminister                                         | Thomas de Maizière (2011–2013)         | CDU   |
|                                  | Minister for familie, ældre, kvinder og ungdom           | Ursula von der Leyen (til 2009)        | CDU   |
| Kristina Schröder (2009–2013)    | Minister for familie, ældre, kvinder og ungdom           |                                        | CDU   |
|                                  | Sundhedsminister                                         | Philipp Rösler (2009–2011)             | FDP   |
| Daniel Bahr (2011–2013)          | Sundhedsminister                                         |                                        | FDP   |
|                                  | Transport-, bolig- og byudviklingsminister               | Peter Ramsauer                         | CSU   |
|                                  | Minister for miljø, naturbeskyttelse og reaktorsikkerhed | Norbert Röttgen (2009–2012)            | CDU   |
| Peter Altmaier (2012–2013)       | Minister for miljø, naturbeskyttelse og reaktorsikkerhed |                                        | CDU   |
|                                  | Minister for undervisning og forskning                   | Annette Schavan (til 2013)             | CDU   |
| Johanna Wanka (fra 2013)         | Minister for undervisning og forskning                   |                                        | CDU   |
|                                  | Minister for økonomisk samarbejde og udvikling           | Dirk Niebel                            | FDP   |
|                                  | Chef for forbundskansleriet                              | Ronald Pofalla                         | CDU   |